# Petrus Plancius

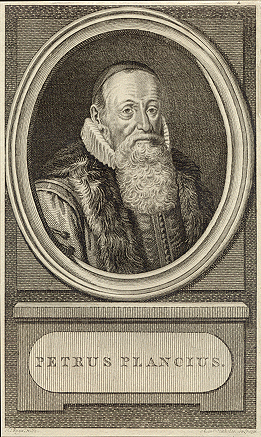
Petrus Plancius (1791).

Petrus Plancius (de fapt Pieter Platevoet) (n. 1552 în Dranouter, Flandra - d. 1622) a fost un astronom, cartograf și teolog neerlandez.